# Dipropus schwarzi
Dipropus schwarzi là một loài bọ cánh cứng trong họ Elateridae. Loài này được Becker miêu tả khoa học năm 1961.